# Elaphoidella cottarellii
Elaphoidella cottarellii is een eenoogkreeftjessoort uit de familie van de Canthocamptidae. De wetenschappelijke naam van de soort is voor het eerst geldig gepubliceerd in 1996 door Pesce & De Laurentiis.